# Фикоциволи (Рим)
Фикоциволи је насеље у Италији у округу Рим, региону Лацио.
Према процени из 2011. у насељу је живело 38 становника. Насеље се налази на надморској висини од 346 м.